# Ferrari SP48 Unica
La Ferrari SP48 Unica est une voiture de sport du constructeur automobile italien Ferrari produite en un exemplaire unique en 2022 par le département spécial « One-Off » de la marque.

## Présentation
La Ferrari SP48 Unica est présentée le 5 mai 2022.

## Caractéristiques techniques

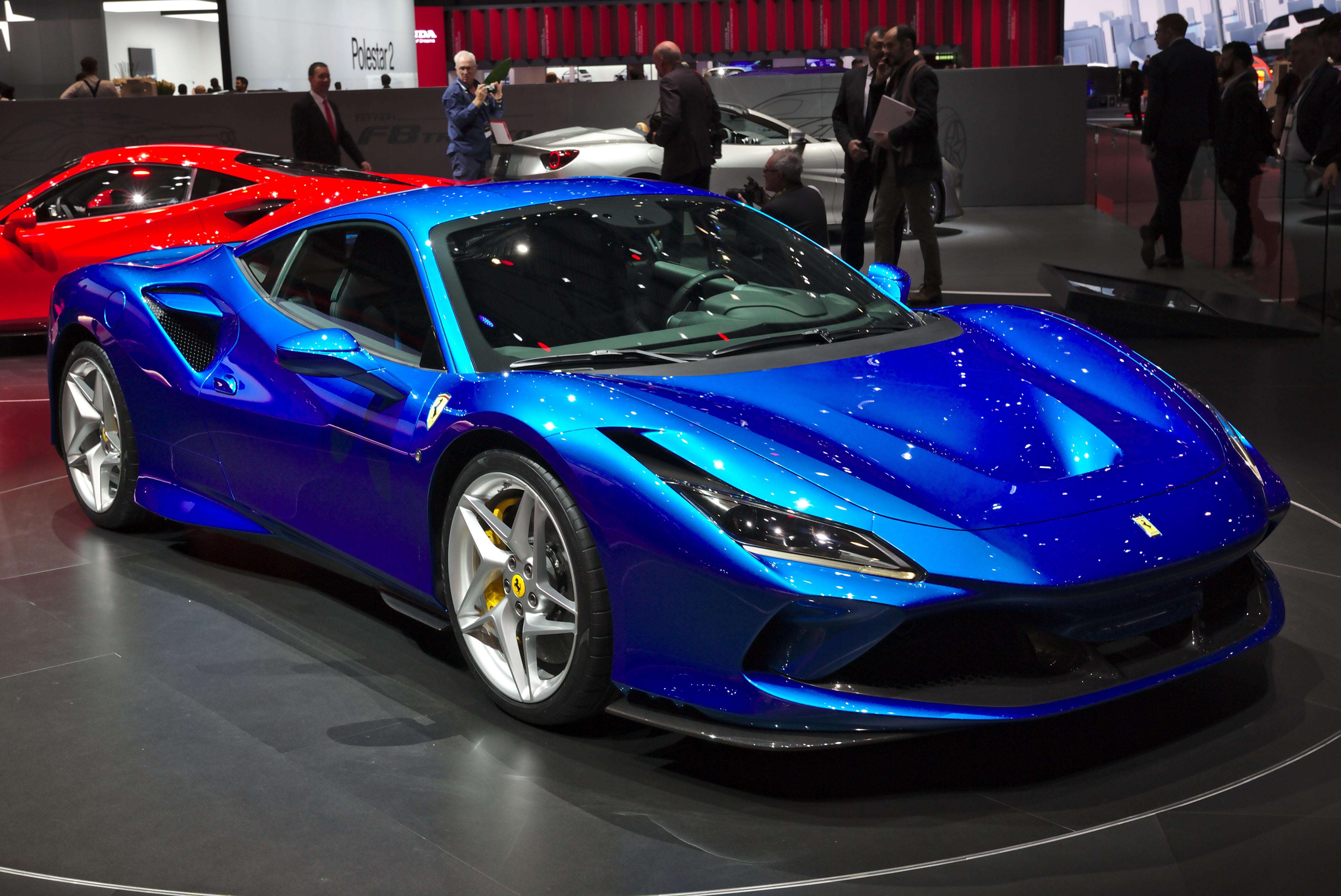
Ferrari F8 Tributo.

La SP48 Unica repose sur la plateforme technique de la Ferrari F8 Tributo. Elle en reprend le châssis et le moteur mais la carrosserie est entièrement nouvelle.

### Design

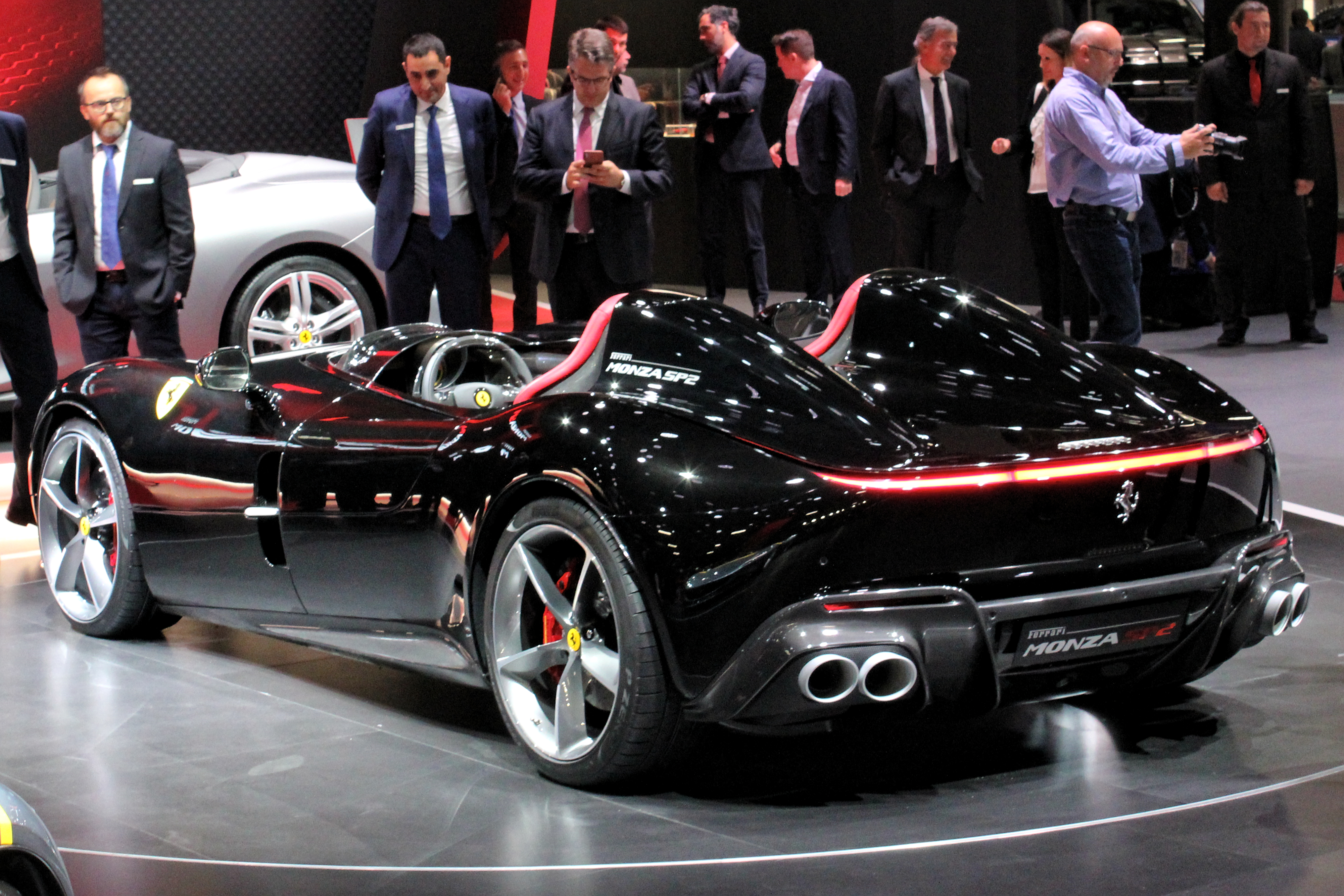
Bandeau lumineux inspiré de la Monza SP2.

Si la base repose sur la F8 Tributo, le design est totalement différent avec des optiques avant et des jantes spécifiques. On retrouve le design de Ferrari Roma dans la calandre et des airs de la récente 296 GTB dans la découpe des vitrages.
L'arrière s'inspire de la 812 Competizione et l'on retrouve la bande lumineuse entre les feux arrière inaugurée sur les derniers modèles de la série Icona du constructeur (Monza SP1 ou SP2, Daytona SP3). La lunette arrière est remplacée par un capot moteur en carbone couleur carrosserie.